# Бомп'єтро
Бомп'єтро (італ. Bompietro, сиц. Bompietru) — муніципалітет в Італії, у регіоні Сицилія,  метрополійне місто Палермо.
Бомп'єтро розташований на відстані близько 490 км на південь від Рима, 80 км на південний схід від Палермо.
Населення — 1443 особи (2014).
Щорічний фестиваль відбувається останньої неділі серпня. Покровитель — Madonna delle grazie.

## Демографія
Населення за роками:

Станом на 1 січня 2023 року в муніципалітеті офіційно проживало 28 іноземців з 4 країн, серед них 22 громадяни країн Євросоюзу.

## Сусідні муніципалітети
- Алімена
- Блуфі
- Калашибетта
- Ганджі
- Петралія-Сопрана
- Резуттано
- Віллароза